# Windawa (stacja kolejowa)
Windawa (łot. Ventspils) – stacja kolejowa w Windawie (Ventspils), na Łotwie. Położona jest na linii Windawa-Tukums, będąc jej stacją krańcową.
Stacja powstała w 1901 jako ostatnia stacja Kolei Moskiewsko-Windawskiej.